# La Grange (Doubs)
La Grange é uma comuna francesa na região administrativa de Borgonha-Franco-Condado, no departamento de Doubs. Estende-se por uma área de 6,16 km². Em 2010 a comuna tinha 98 habitantes (densidade: 15,9 hab./km²).